# 卡德曼冰川
65°37′S 63°47′W / 65.617°S 63.783°W

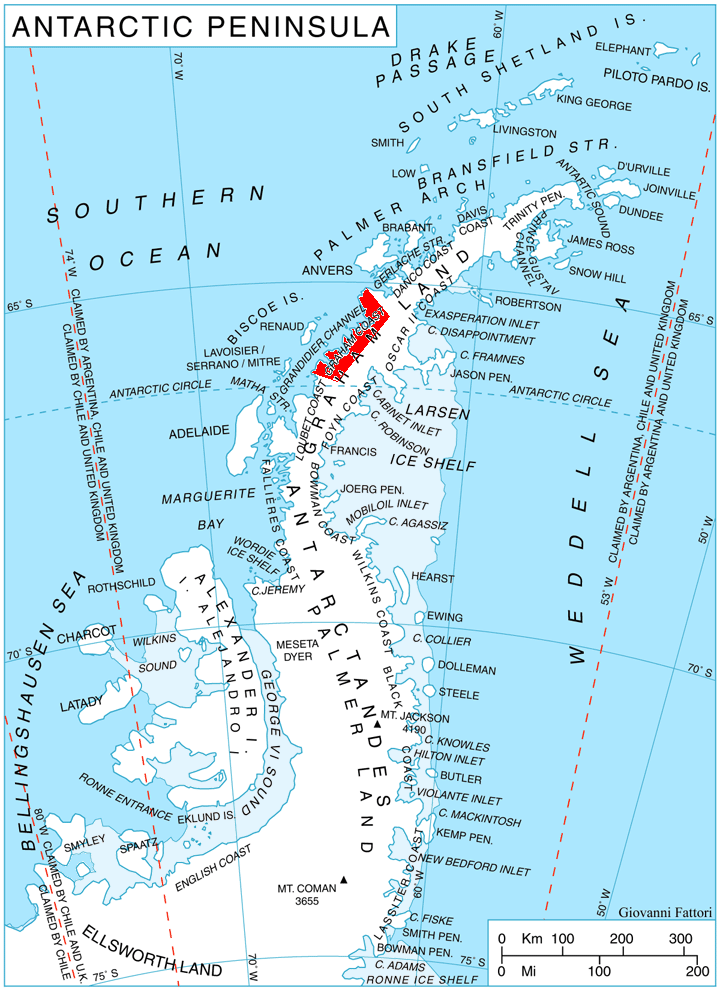

卡德曼冰川是南極洲的冰川，位於葛拉漢地，長13公里、寬3公里，最終在普拉斯角以南注入比斯科奇灣南部，在1909年由讓-巴蒂斯特·夏古率領的法國探險隊發現和測量。